# Ortalide à tête grise
Ortalis cinereiceps
Espèce
Statut de conservation UICN

 LC  : Préoccupation mineure
L’Ortalide à tête grise (Ortalis cinereiceps) est une espèce d'oiseaux de la famille des Cracidae.

## Description
C'est un oiseau de taille moyenne, d'apparence générale comparable à la dinde. Il mesure environ 51 cm de longueur pour une masse de 500 g. Il a un corps élancé, des ailes arrondies, une petite tête, de longues pattes fortes et une queue longue et large. Son plumage est assez terne, brun olive foncé dessus et plus pâle dessous. La tête est gris foncé avec la peau nue de la gorge rouge et la queue noirâtre est gris-brun à son extrémité. Les rémiges primaires sont rousses : cette caractéristique permet de la distinguer de l'Ortalide chacamel.

## Habitat
C'est une espèce arboricole, vivant dans les bosquets d'arbres.

## Reproduction
Le nid peu profond et large est fait de brindilles et de lianes à 1 à 3 m de hauteur dans un arbre, souvent partiellement caché par les lianes. La femelle pond trois ou quatre grands blancs qu'elle couve seule.

## Comportement
Cet oiseau social vit en groupes familiaux de 6 à 12 individus qui restent en contact grâce à leurs cris.

## Alimentation
Il marche le long des branches pour chercher les fruits, les baies et les jeunes feuilles dont il se nourrit.

## Distribution
Cet oiseau vit de l'est du Honduras au nord-ouest de la Colombie jusqu'à 1 200 m d'altitude.

## Habitat
Cet oiseau fréquente les fourrés et les lisières forestières.